# آنتال دوراتی
آنتال دوراتی (به مجاری: Antal Doráti) (۹ آوریل ۱۹۰۶ – ۱۳ نوامبر ۱۹۸۸) رهبر ارکستر و آهنگساز اهل ایالات متحدهٔ آمریکا با اصلیتِ مجارستانی بود. دوراتی در سال ۱۹۴۳ تابعیت آمریکایی دریافت کرد.

## تحصیلات و زندگی حرفه‌ای
او در آکادمی موسیقی فرانتس لیست نزدِ زلتان کدای و لئو واینر آموزشِ آهنگسازی دید و نواختنِ پیانو را نزدِ بلا بارتوک آموخت. ارتباطِ او و بارتوک سال‌ها ادامه یافت و دوراتی اجرای نخستِ چند اثرِ بارتوک را بر عهده داشت.
آنتال دوراتی عضو افتخاریِ آکادمی سلطنتی موسیقی لندن بود. در سال ۱۹۸۳، الیزابت دوم، ملکهٔ بریتانیا، به دوراتی لقبِ افتخاریِ «سِر» (KBE) اعطا کرد؛ اما چون او تابعیتِ بریتانیا نداشت، پیش از نامش از این لقب استفاده نمی‌شود.
پدرش الکساندر دوراتی نوازندهٔ ویولن بود و با ارکستر فیلارمونیک بوداپست همکاری داشت. مادرش مارگیت کونوالد نیز معلم پیانو بود.
همسرِ دوراتی، ایلزه فون آلپنهایم (زادهٔ ۱۱ فوریهٔ ۱۹۲۷)، نوازندهٔ پیانو و اهل اتریش بود.
زندگی‌نامهٔ خودنوشتِ او، با عنوانِ یادداشت‌های هفت دهه، در سال ۲۹۷۹ منتشر شد.
آنتال دوراتی در ۸۲ سالگی در گِرتسِنزه، سوئیس درگذشت.

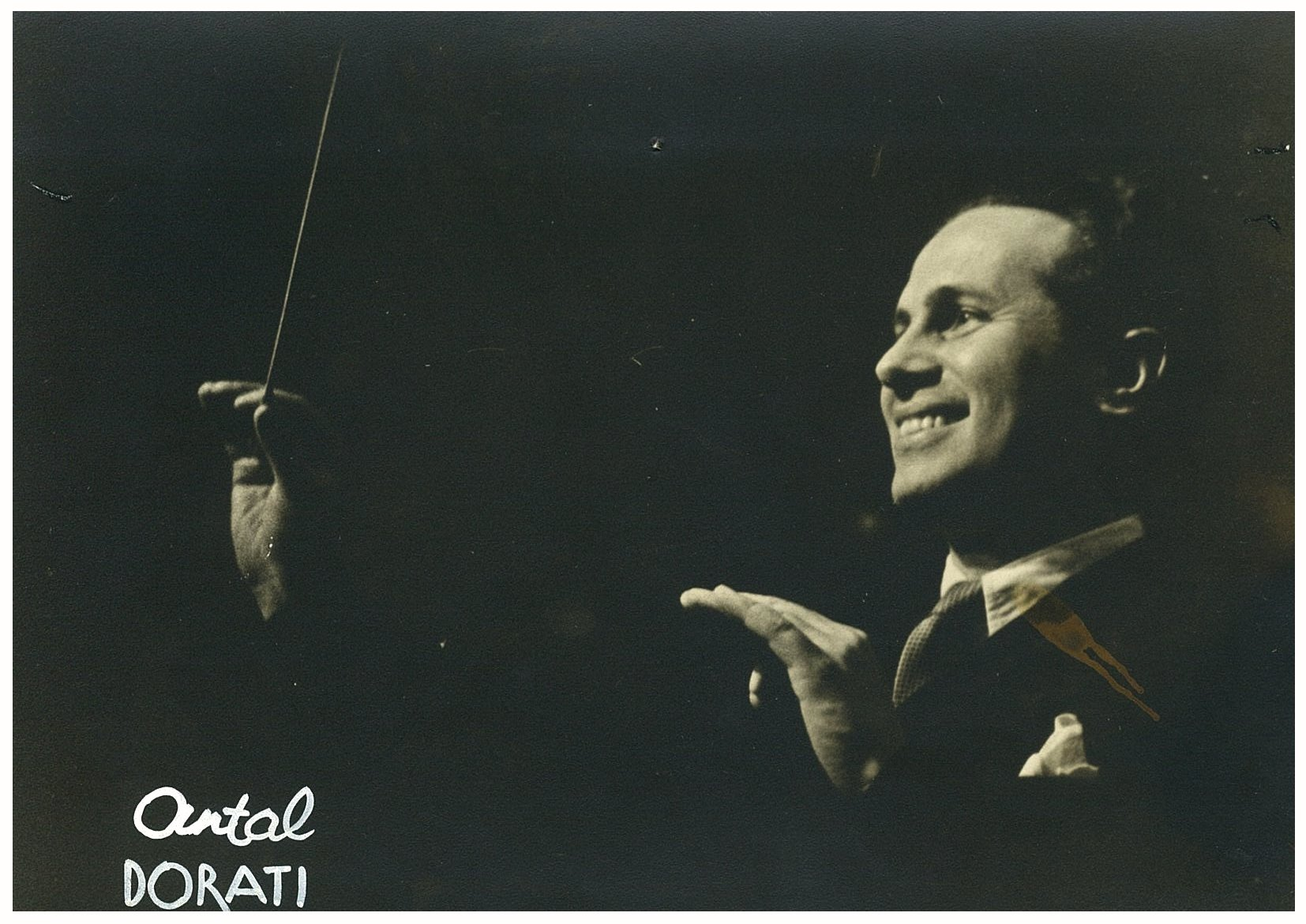
آنتال دوراتی